# Rebecca Högberg
Louise Lisa Rebecca Högberg (* 14. Mai 1984 in Åmål) ist eine schwedische Leichtathletin, die im Sprint sowie im Mittelstreckenlauf an den Start geht.

## Sportliche Laufbahn
Rebecca Högberg nahm bisher an keinen internationalen Meisterschaften teil, vertrat ihr Land aber in den Jahren 2009 und 2010 sowie 2011 und 2013 bei der Team-Europameisterschaft als Teil der schwedischen 4-mal-400-Meter-Staffel. Nach einem Karriereende 2013 kehrte sie 2019 zur Leichtathletik zurück und fokussiert sich seitdem auf den 800-Meter-Lauf.
2009 wurde Högberg schwedische Meisterin im 400-Meter-Lauf und 2020 wurde sie Hallenmeisterin über 800 m. 

## Persönliche Bestleistungen
- 400 Meter: 53,01 s, 2. August 2009 in Malmö
  - 400 Meter (Halle): 55,43 s, 1. Februar 2020 in Göteborg
- 800 Meter: 2:06,52 min, 16. August 2020 in Uppsala
  - 800 Meter (Halle): 2:07,65 min, 30. Januar 2010 in Glasgow